# Liljeholmens station

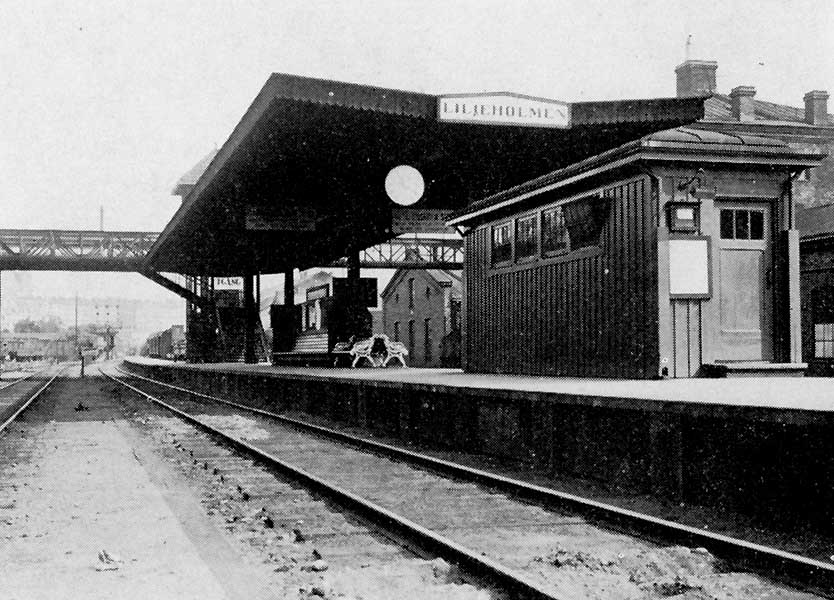
Liljeholmens station kring 1910.

Liljeholmens station var en järnvägsstation längs Västra stambanan belägen på Liljeholmen i Stockholm. Stationen öppnade för persontrafik den 1 december 1860 vilken upphörde 1929. Därefter fungerade anläggningen som godsstation fram till 1998 då verksamheten upphörde. Därefter har spåranläggningen till större del rivits och 2018 fanns enbart ett industrispår kvar, utöver några kontaktledningsstolpar samt den tidigare godsterminalbyggnaden med kaj.

## Liljeholmens järnvägsstation

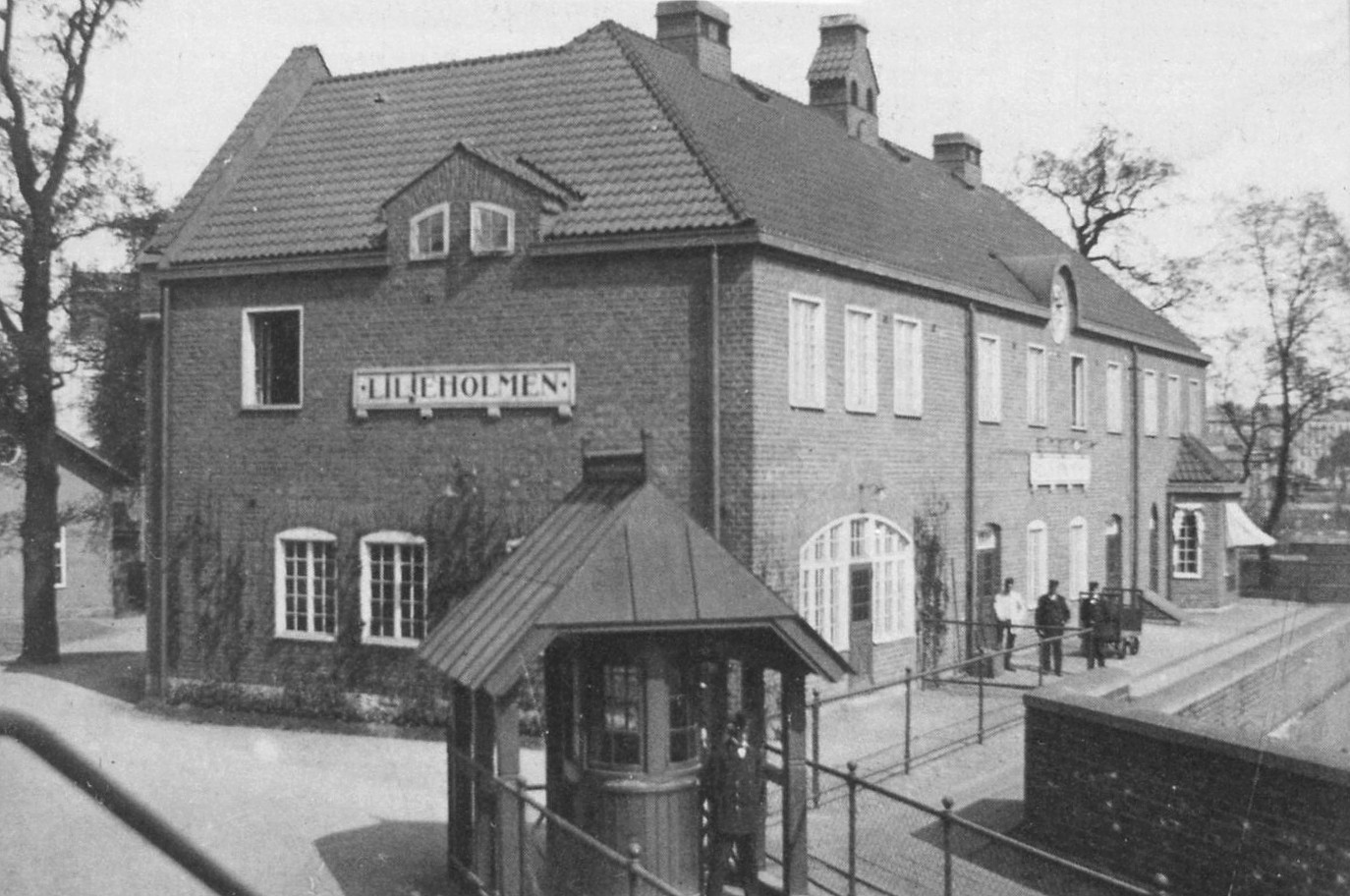
Stationsbyggnaden, Liljeholmen ca 1911.

När järnvägen 1860 kom till Stockholm genom att Västra stambanan öppnades mellan Stockholm och Södertälje blev Liljeholmen en viktig station. I flera år hade det arbetats med sprängning genom Nybodaberget för att färdigställa den första Nybodatunneln och med en 270 meter lång järnvägsbank över Liljeholmsviken. Bankens överkant låg bara tre meter över vattenytan och bestod av 115 100 m³ fyllnadsmassor som bland annat hade tagits från Nybodatunneln.
Strax söder om denna järnvägsbank anlades Liljeholmens järnvägsstation, som låg exakt mittemellan Älvsjö station och Stockholms central (fyra km åt vardera håll). Till en början var stationen i Liljeholmen i liten skala med röda träbaracker och ett litet stationshus. Stationens signatur var Lm. Järnvägen bidrog till att en hel del industrier började etablera sig på norra delen av Liljeholmen och området vid Liljeholmens station kom att bli en knutpunkt för norra Brännkyrkas invånare.
Det äldre stationshuset var i bruk till september 1909 och 1911 togs en ny, representativ röd tegelbyggnad intill Södertäljevägen i bruk byggd efter ritningar av SJ:s chefsarkitekt Folke Zetterwall. Samtidigt avslutades bygget av Nyboda tunnel nr. 2 då ett dubbelspår till Stockholm tillkom. Till en början hade bangården två trafikspår, ett utdragsspår mot Liljeholmsviken och två lastspår. Med tiden ökade trafiken och allt fler spår tillkom. Till uppgifterna vid Liljeholmens järnvägsstation hörde även att sköta posten och telegrafen tills Liljeholmen fick en egen poststation 1904.

### Historiska bilder

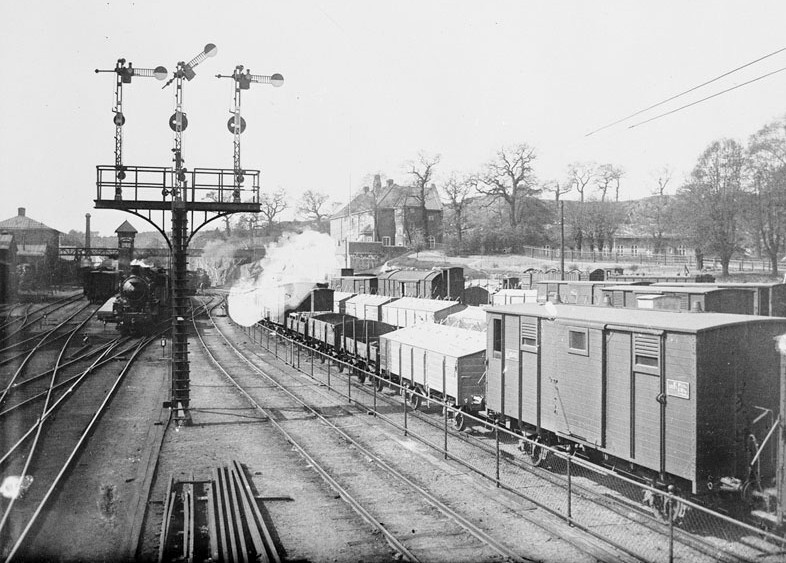
Vy mot syd, 1911
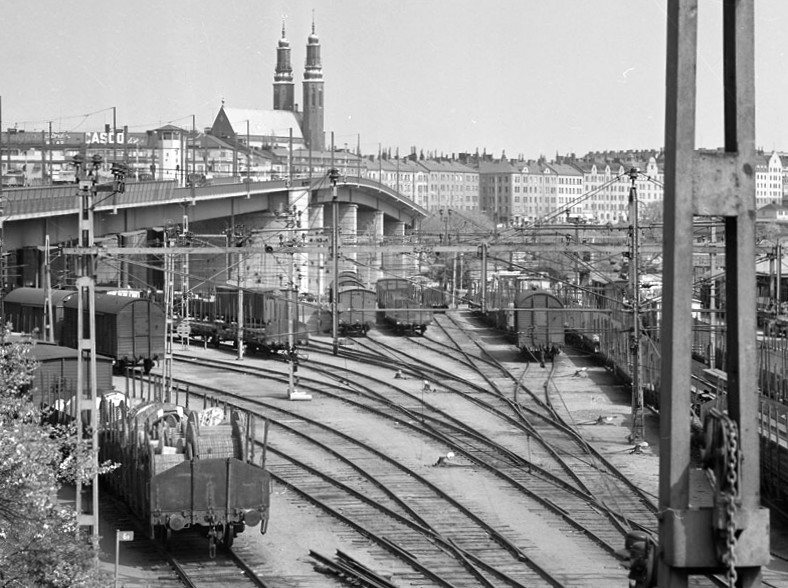
Vy mot norr, 1959
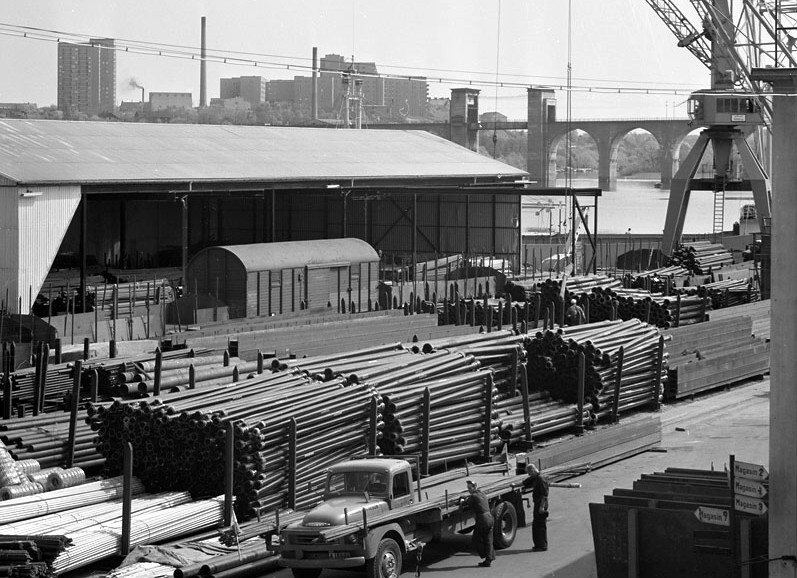
Vy mot ost, 1959
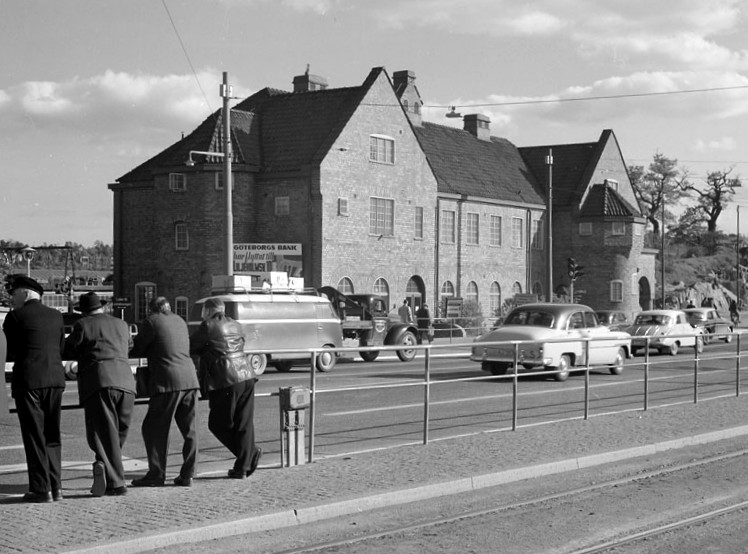
Stationshuset 1959

## Slutet för stationen

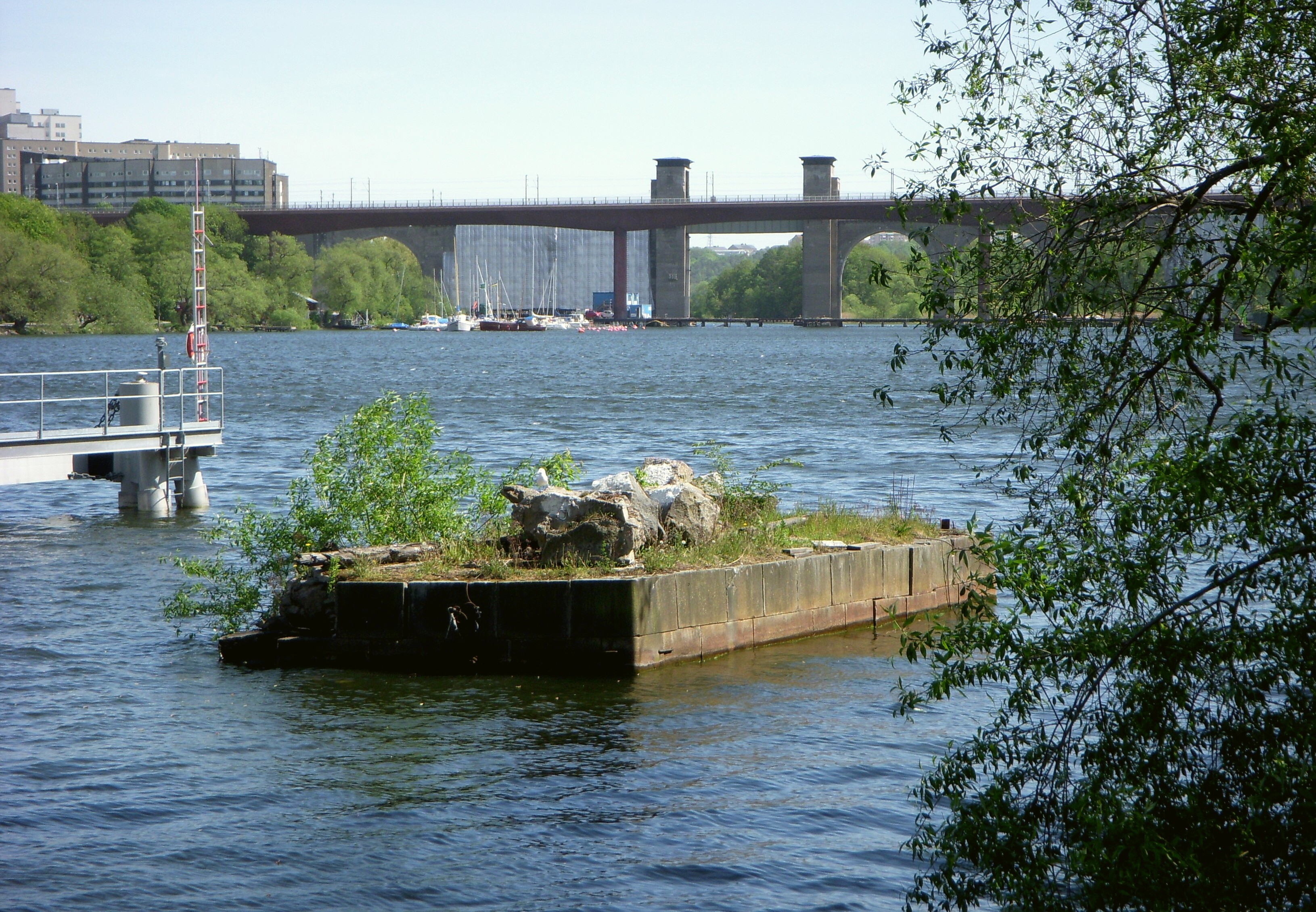
Fundamentrester efter den gamla svängbron. I bakgrunden syns Årstabroarna, 2009.

1923 års bangårdsförslag innebar bland annat omläggningen av stambanan och medförde stora förändringar för SJ:s stationsanläggningar. Detta i samband med det av Stockholms stad 1914 beslutade byggandet av Hammarbyleden satte igång ett stort infrastrukturprojekt i södra Stockholm. I projektet ingick tre klaffbroar: Danviksbron (invigd 1922), Skansbron (invigd 1925) och Liljeholmsbron (invigd 1928), dessutom högbron Årstabron (invigd 1929) samt kanal- och slussanläggningar: Hammarby sluss och Danvikskanalen (invigda 1930).
Projektet avlastade Nils Ericsons sluss från fartygstrafik som nu kunde gå via Hammarbyleden och Danvikskanalen och Västra stambanan kunde dras på högbro till Stockholms södra station. Förändringen innebar även slutet för Liljeholmens station som hållplats för SJ:s persontrafik till och från Stockholm. Stationen stängde för persontrafik den 26 november 1929 och kort därefter revs den gamla svängbron inklusive järnvägsbanken över Liljeholmsviken. Mindre rester av brofästet och banken kan fortfarande ses idag.
Det gamla stationshuset stod kvar till 1959 då det revs för breddning av Södertäljevägen när dubbleringen av Liljeholmsbron stod färdig och en korsningsfri anslutning till Liljeholmen skulle anläggas. Stationshuset hade då fungerat som kontorsbyggnad, bland annat med bankkontor för Göteborgs Bank. Som godsterminal skulle stationen och bangården i Liljeholmen dock finnas kvar om än underställd Älvsjö station.

## Områdeskartor

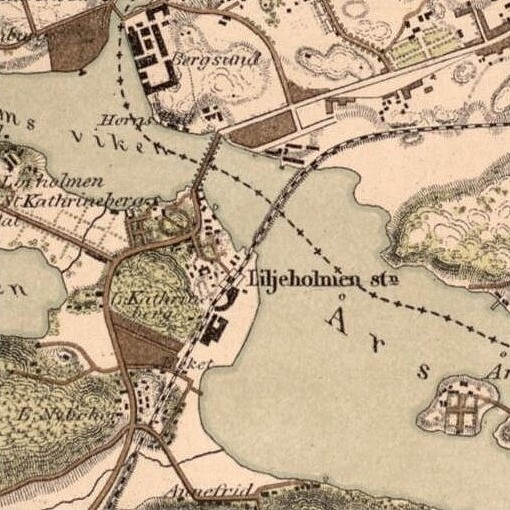
Kring 1880
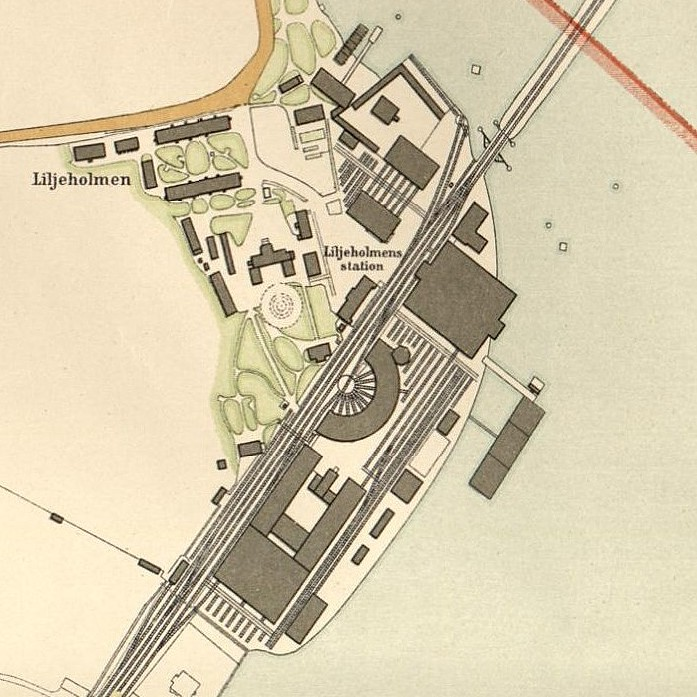
Kring 1900
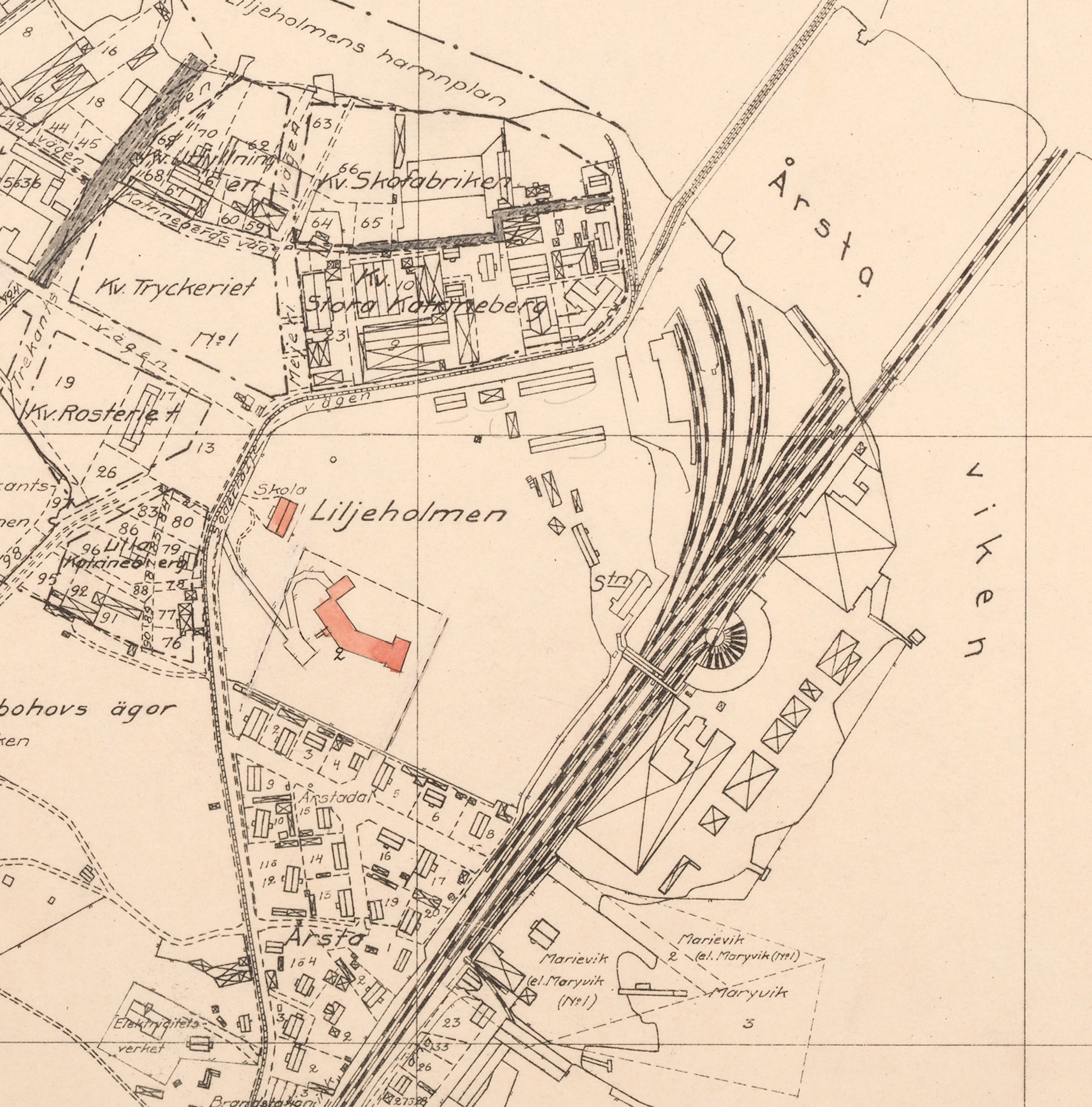
Kring 1912
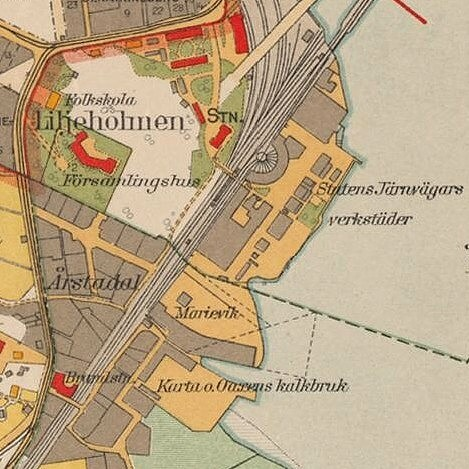
Kring 1930
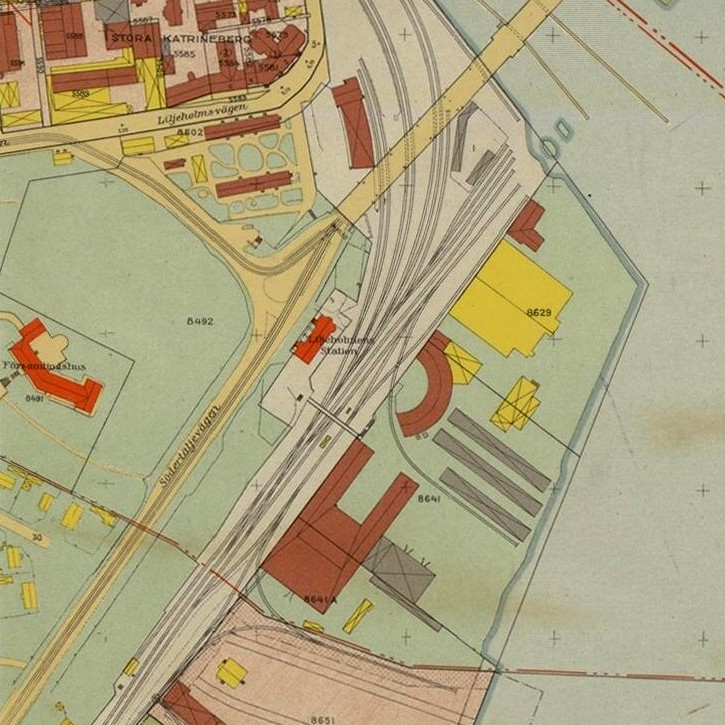
Kring 1940

## Liljeholmens godsstation

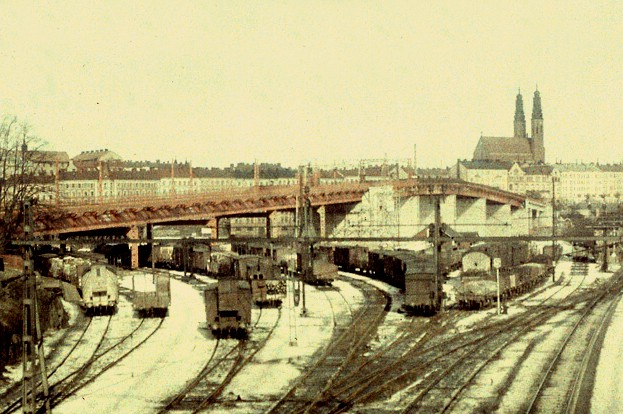
Bangården och godsstationen 1928. Tidigt färgfotografi av Gustaf Cronquist.

År 1900 inrättades en godsmagasin och omkring 1910 stod en ny godsstation klar i Liljeholmen, även den byggt i rött tegel och ritat av Zetterwall. Här fanns plats för gods, manskap och bostad för expeditionsföreståndaren. Denna byggnad är den enda som ännu (2023) finns kvar. Liljeholmens bangård elektrifierades först 1930-1931 medan elektrifiering av Västra stambanan blev klar redan 1926. Godstrafiken ökade och nya industrispår tillkom, både mot väst längs Liljeholmsviken (Liljeholmshamnen) och mot öst längs Årstaviken (Årstadalshamnen).
År 1998 revs hela bangården och asfalterades som parkeringsplats. En del av stationsområdet fungerade som tillfällig vagnhall för Tvärbanan vid dess öppnande år 2000 och fram till förlängningen till Alvik något år senare. Det enda spår som finns kvar idag (2023) är ett industrispår genom det gamla stationsområdet och vidare bort till Cementas anläggningar i Liljeholmsviken. Delvis under Liljeholmsbrons södra fäste finns ännu den röda tegelbyggnaden kvar med skärmtak och lastkaj samt master och bryggor för kontaktledningar och belysning.

## SJ:s verkstäder

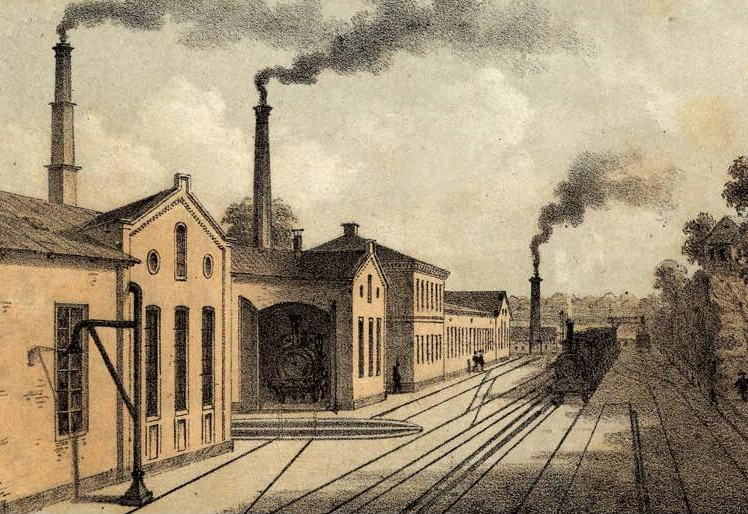
SJ:s mekaniska verkstad, 1890-tal.

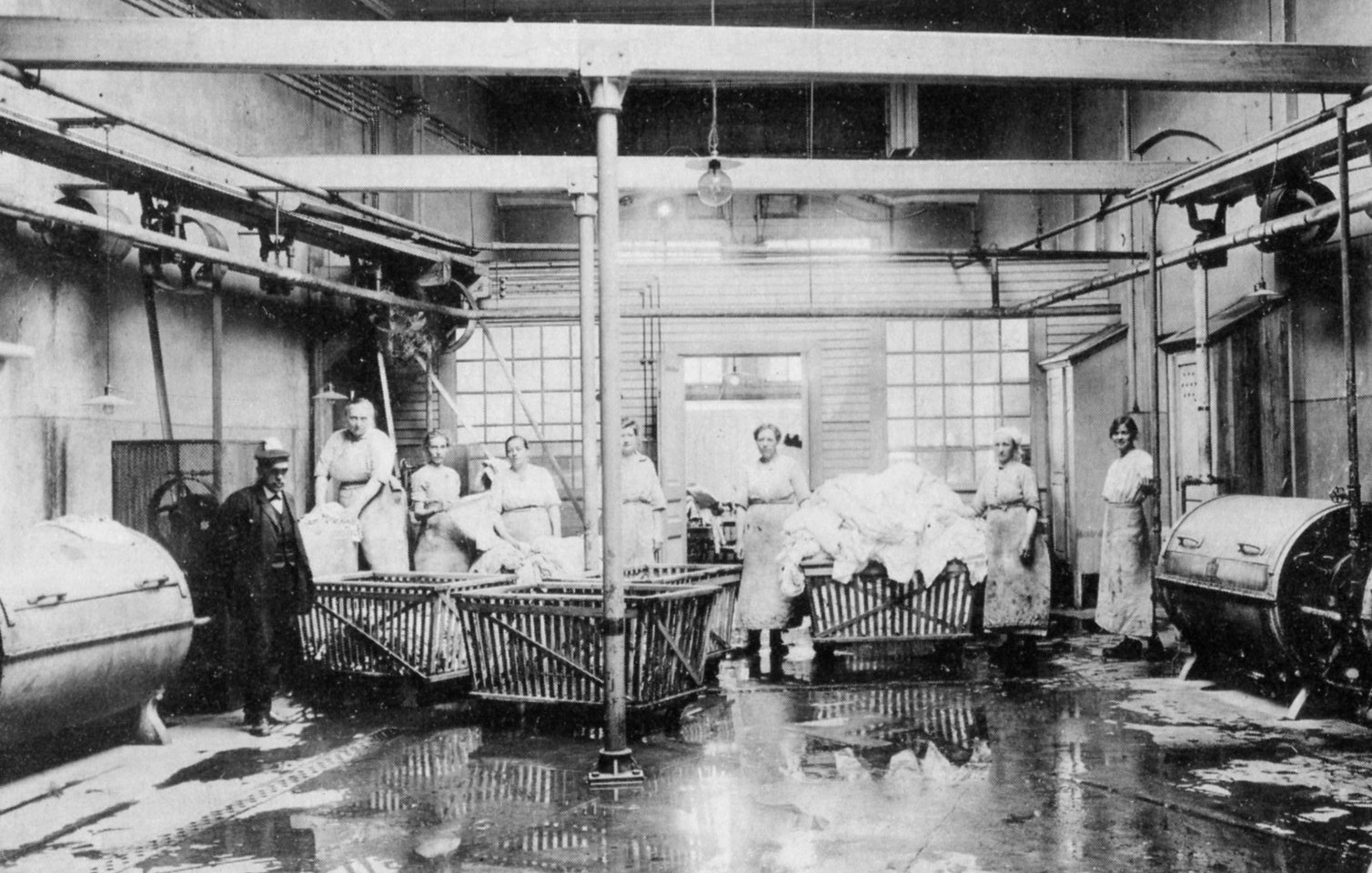
SJ:s tvätteri vid Liljeholmens station.

Vid Liljeholmens station byggdes även Sveriges första verkstad för reparation av lokomotiv och vagnar. SJ:s verkstäder uppfördes under åren 1860–1862 och utökades i mitten av 1860-talet. Med tiden uppstod ett eget litet samhälle med verkstäder, lokmästareexpedition, telegrafverkstad, lokstall, förrådsbyggnader, kontorslokaler och övernattningsrum.
Man skaffade ny byggmark på utfyllnader av Årstaviken med bland annat sprängsten från andra Nybodatunneln och från en bergsknalle som sprängdes bort (området kallas nu Marievik). Lok och vagnar rangerades in på uppställningsspår och sedan via en vändskiva in i det halvrunda lokstallet.
Här fanns även ett stort tvätteri för tvättning av linne till sovvagnarna. År 1895 hade SJ:s verkstäder 324 anställda och blev Liljeholmens största företag. SJ:s verkstäder drog till sig andra industrier med inriktning att serva SJ. Bland dem fanns Maryviks Filtfabrik som producerade smörjdynor och ångpannefilt samt Fauwques Cokesfabrik som tillverkade koks.
Efter stängningen av persontrafiken 1929 började SJ avveckla successivt sina verkstäder i Liljeholmen. 1929-1930 flyttade tvättinrättningen till Hagalund, samtidigt förlades delar av huvudverksamheten till Tomteboda. År 1931 flyttade resten av SJ:s verkstäder och andra verksamheter etablerade sig istället.

### Området

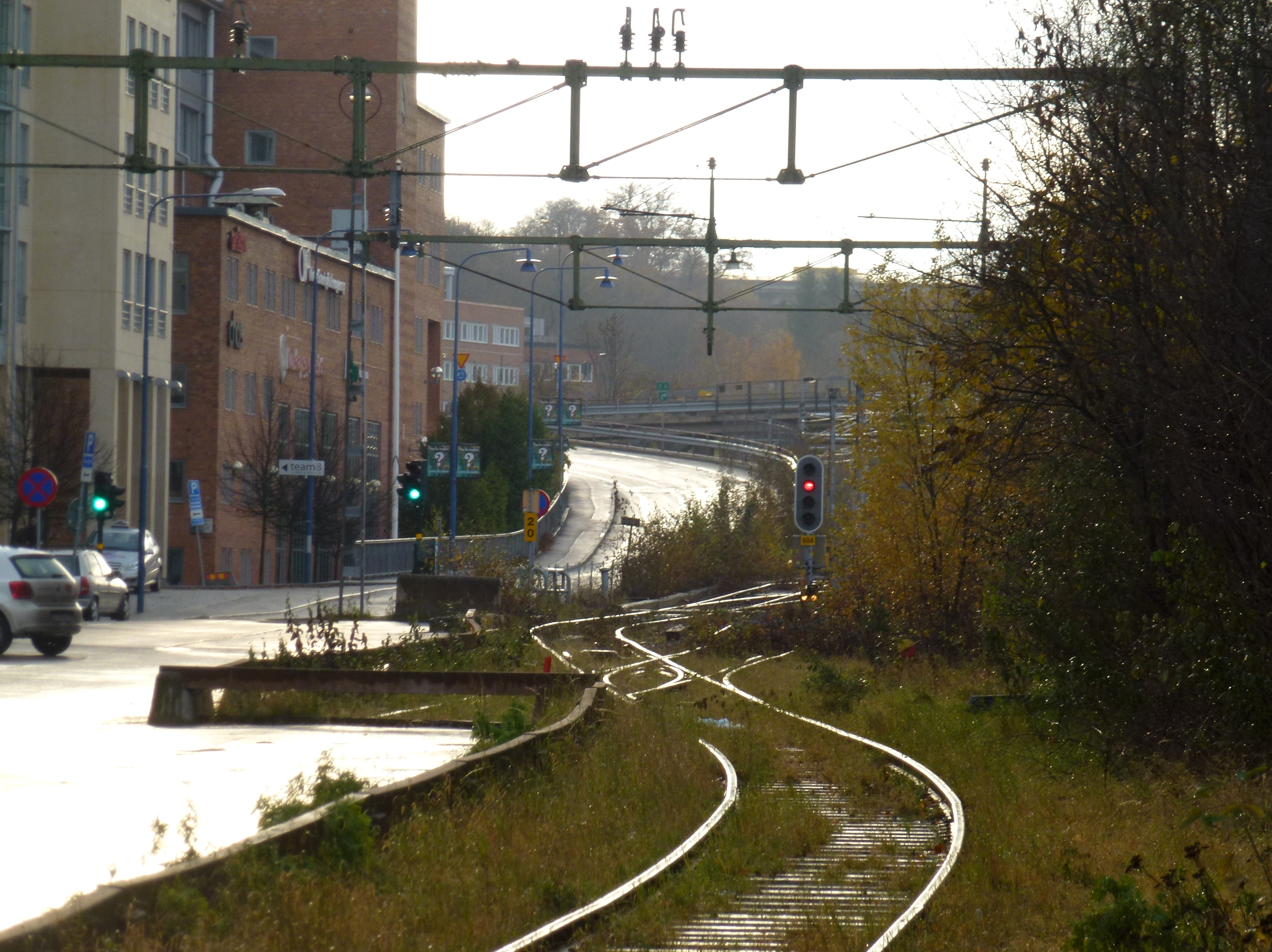
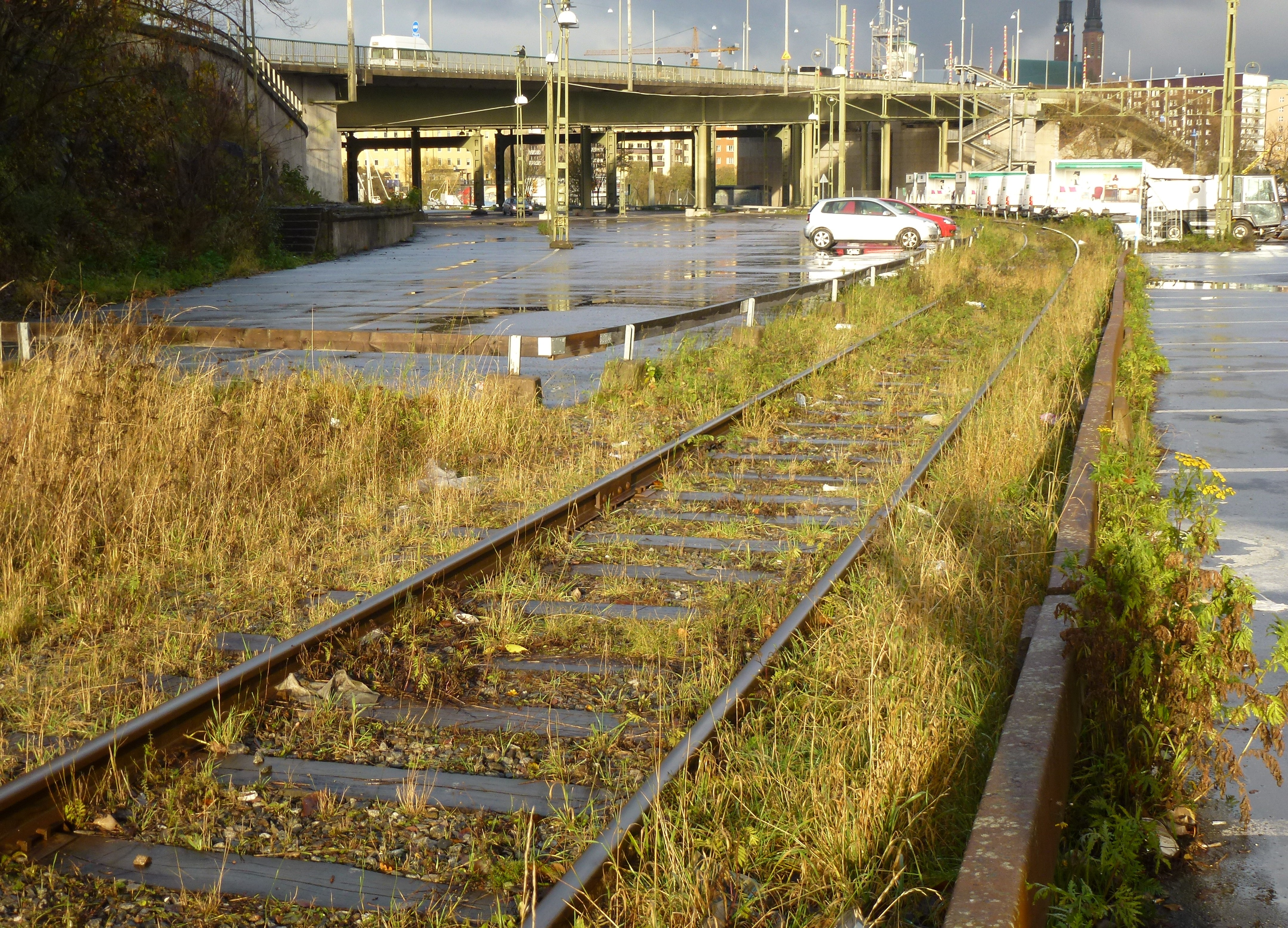
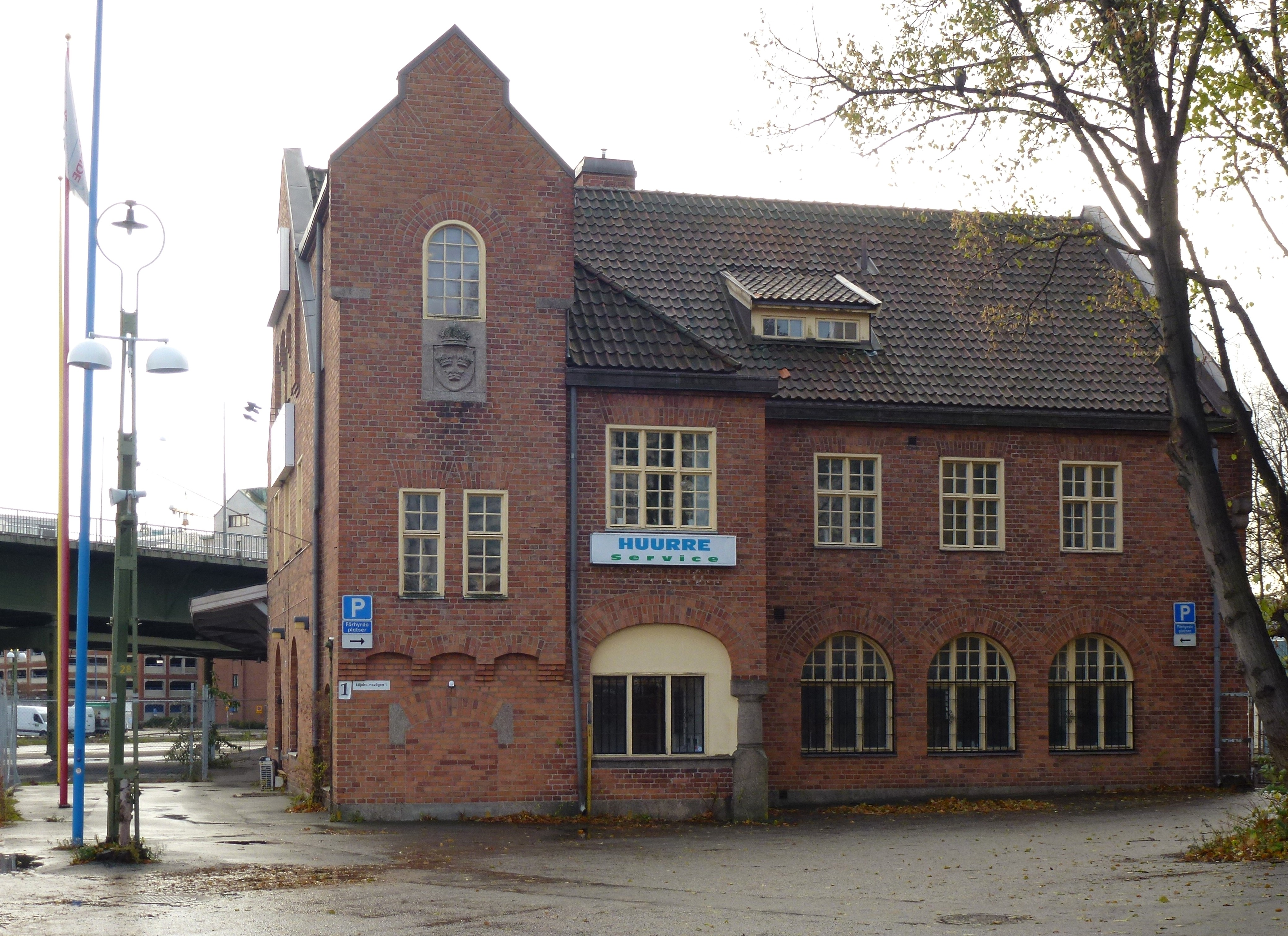
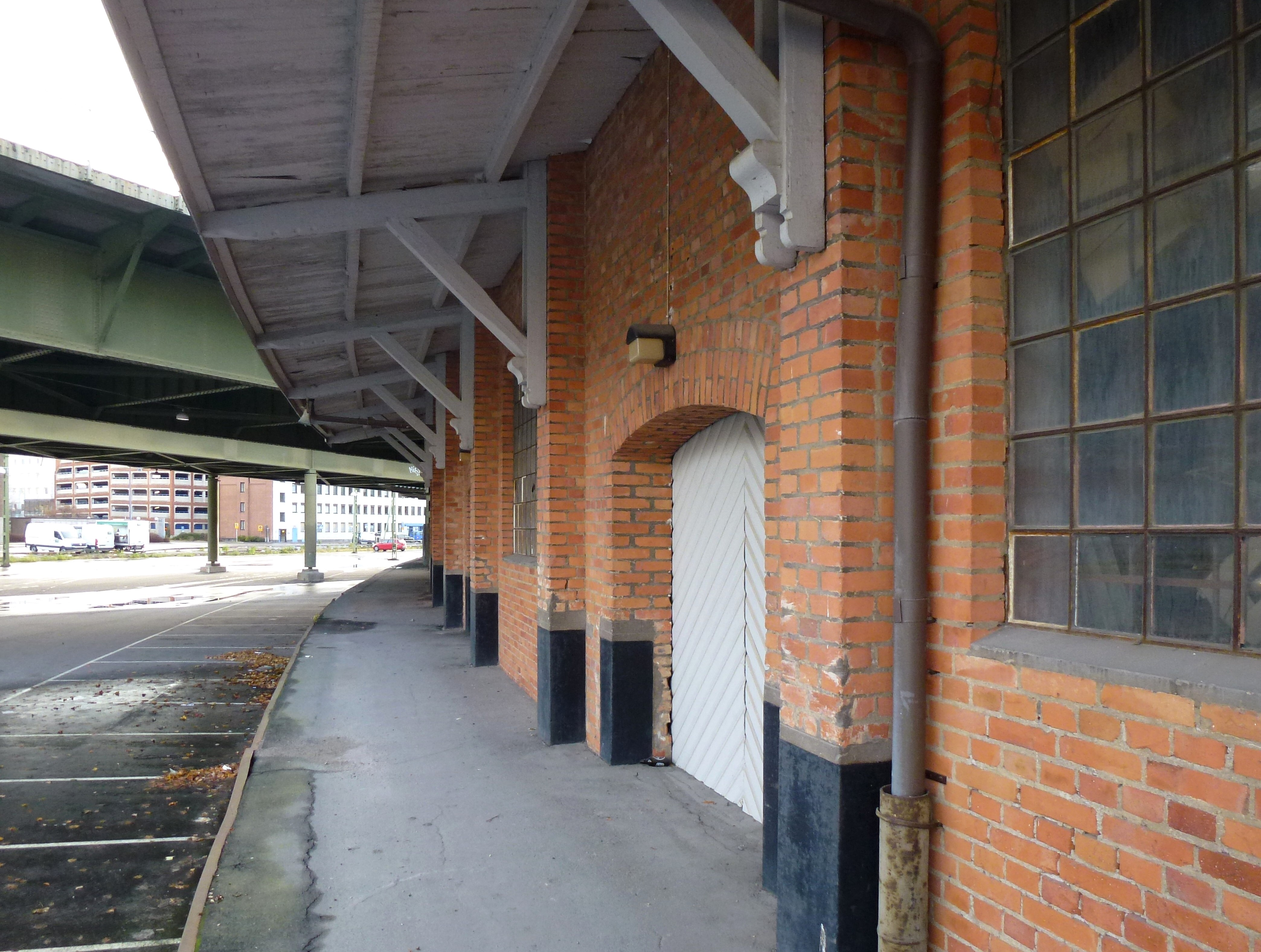

### Detaljer

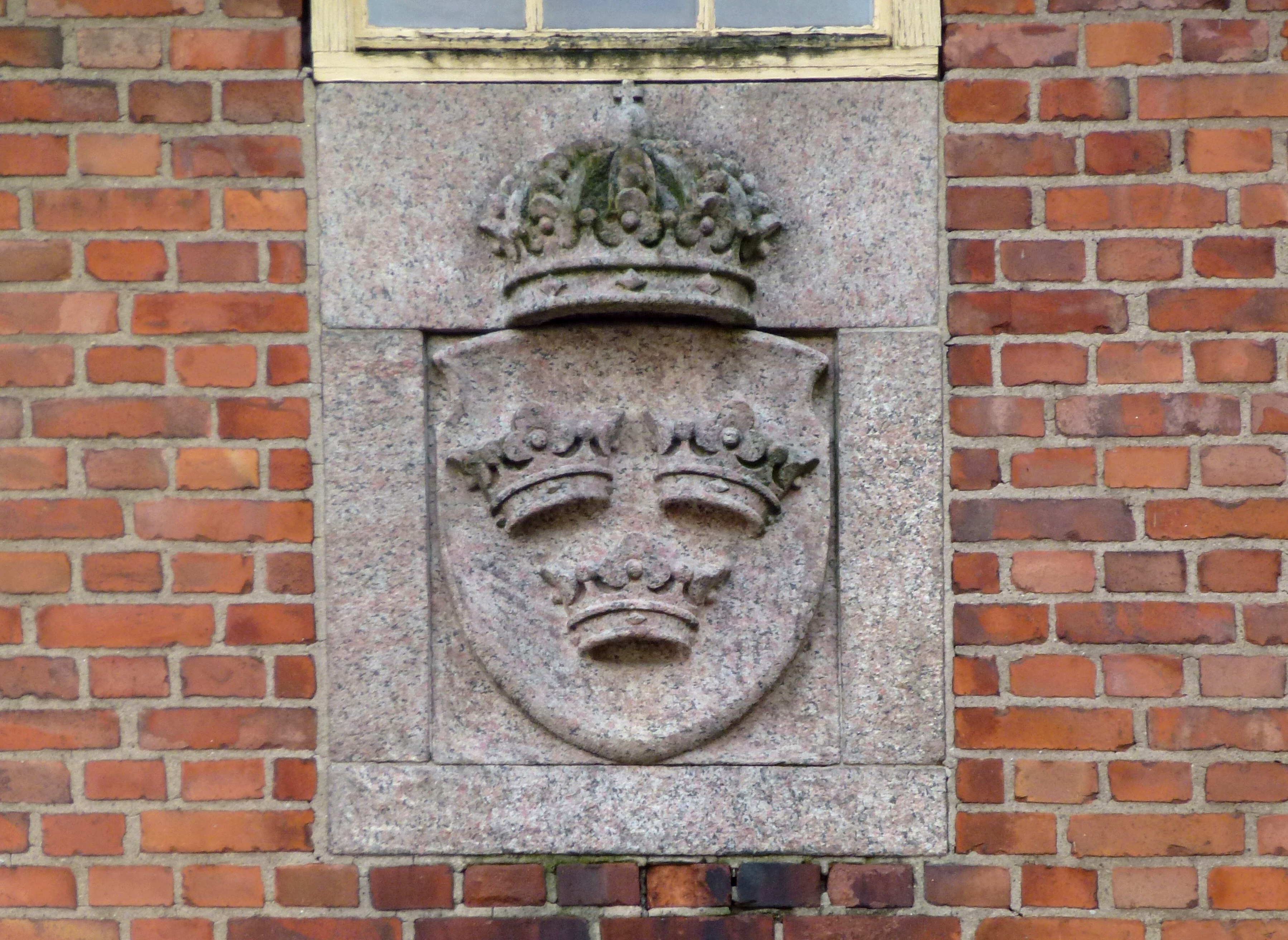
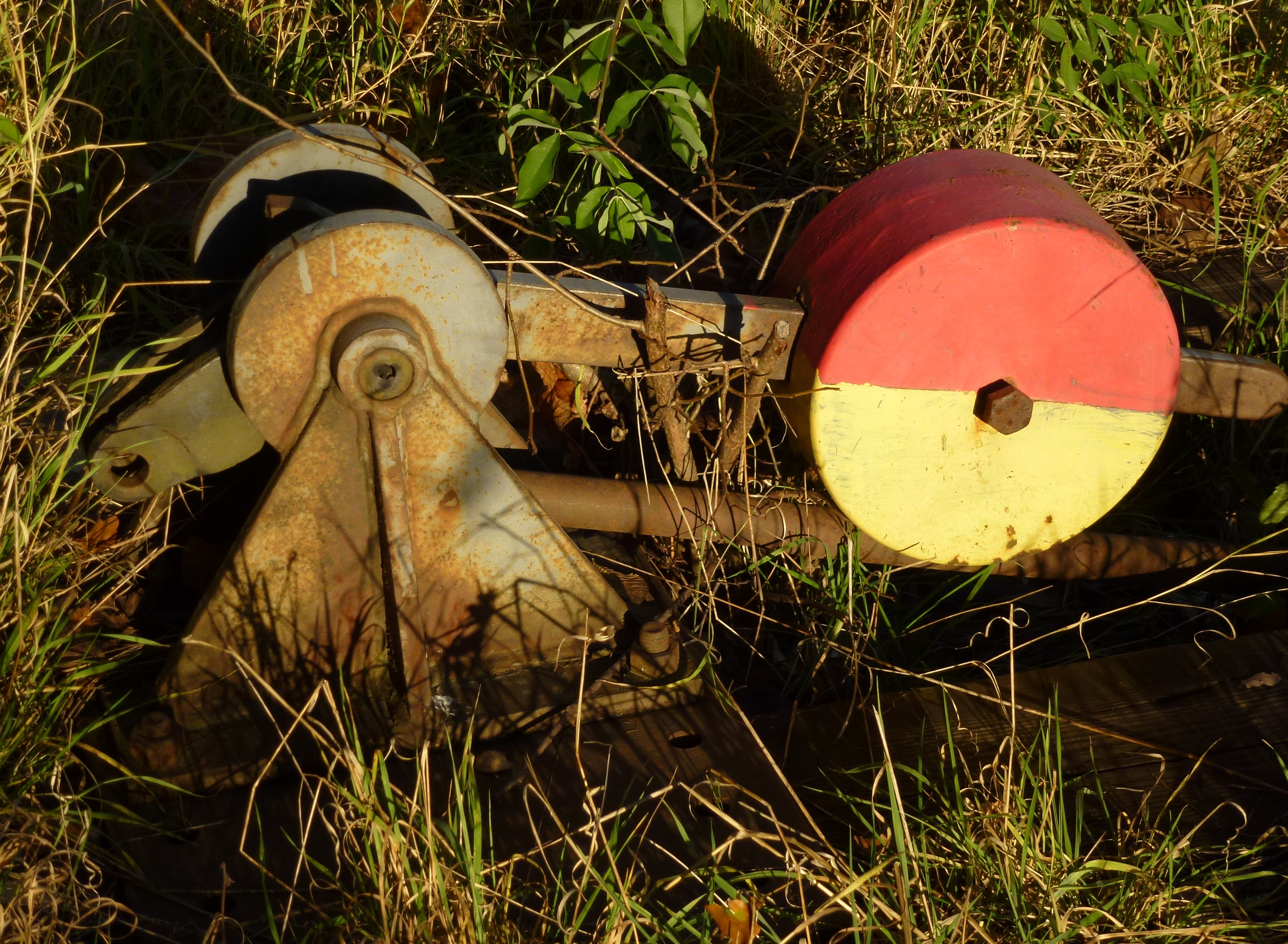
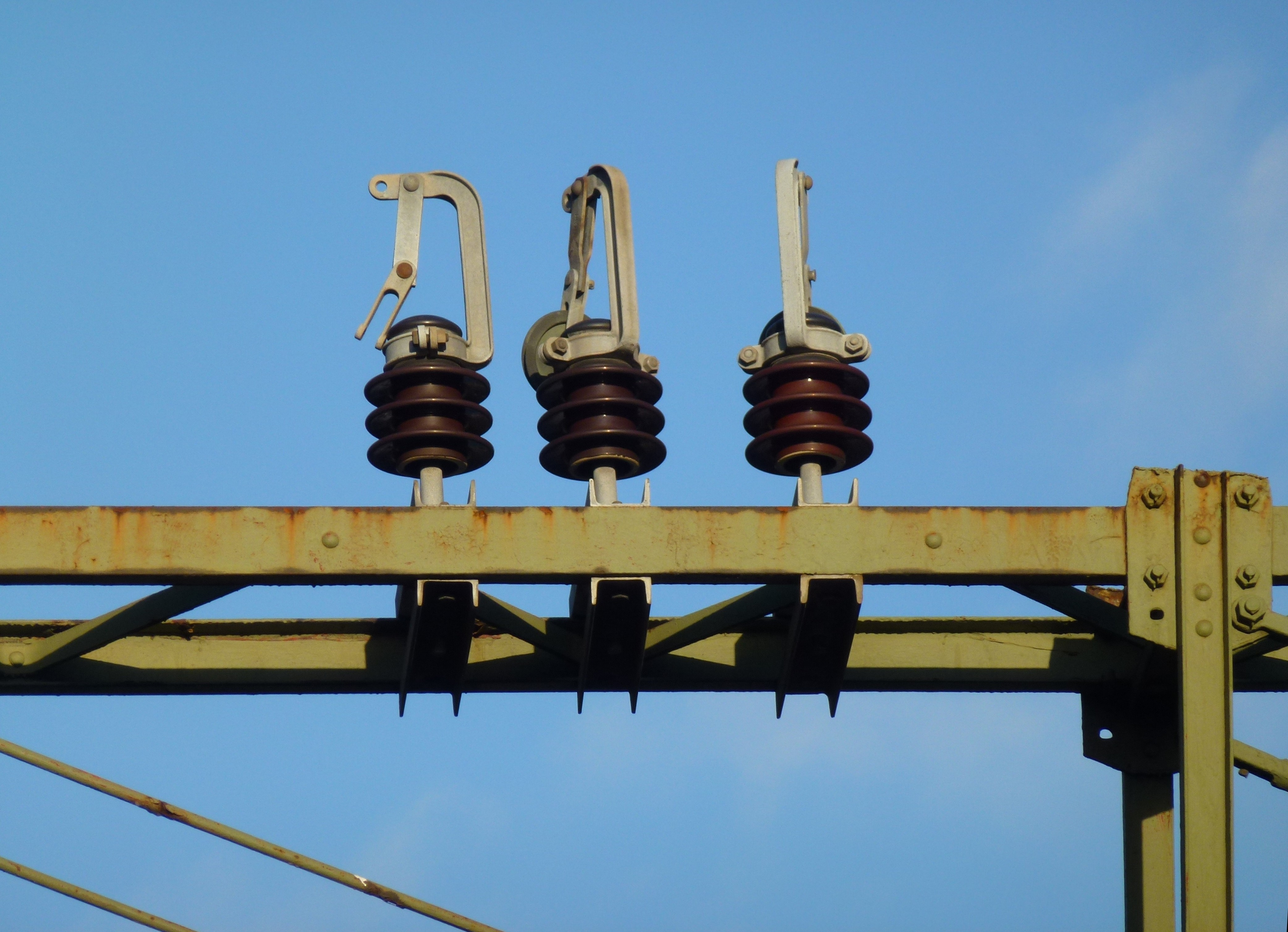
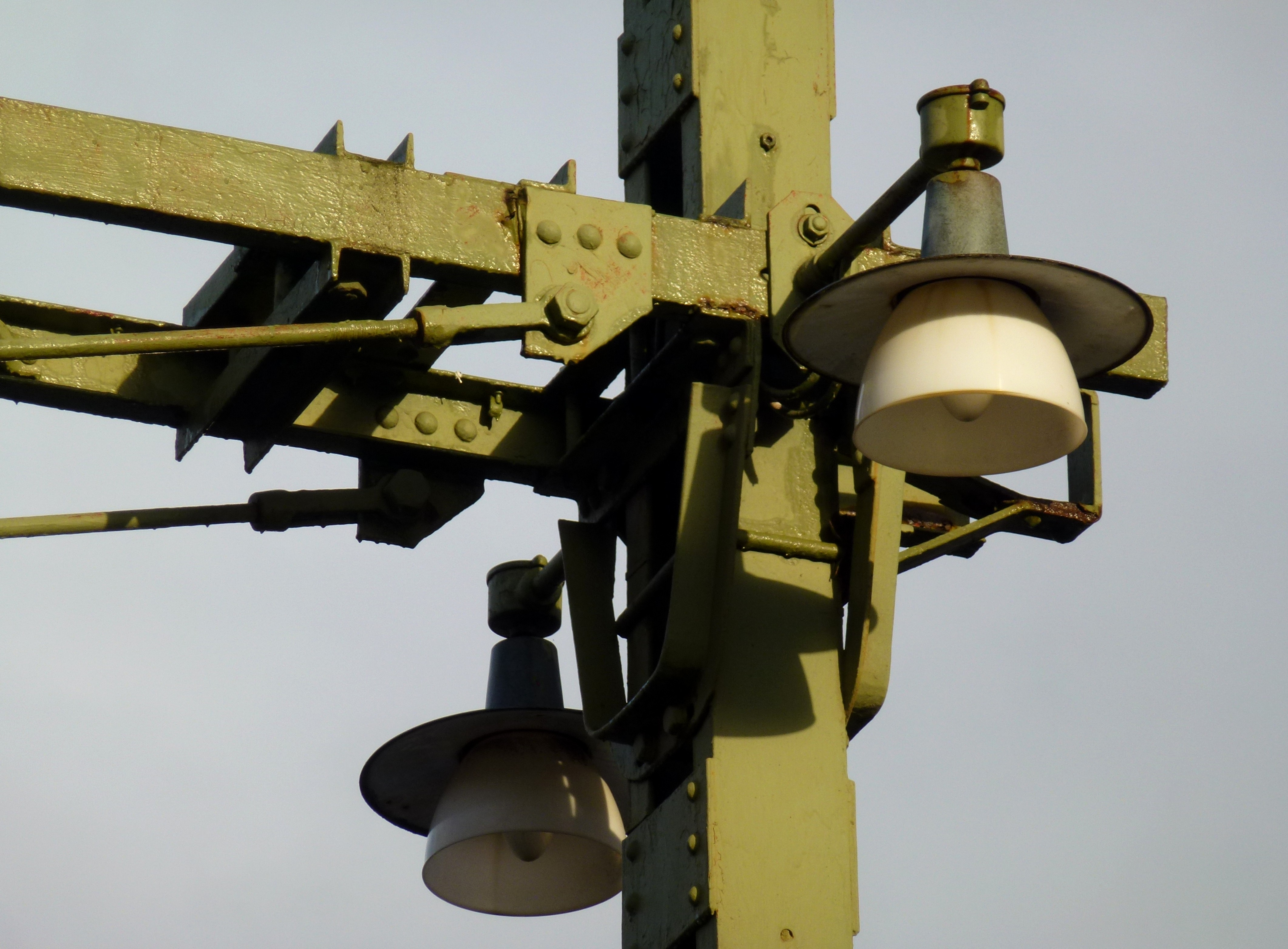

## Nutid och framtid
Området mellan spåren och Årstaviken heter numera Marievik, som fick sitt nuvarande utseende under 1980-talet och bebyggdes med kontors- och industrihus. Bland intressanta fastigheter finns Marievik 15 som ligger närmast Liljeholmsbron. Marievik 15 skapades år 1980 av arkitekterna Anders Berg och Erik Thelaus och är grönklassad av Stockholms stadsmuseum, vilket innebär bland annat ett högt kulturhistoriskt värde. För närvarande (2018) finns planer på att riva kontorshuset med angränsande bebyggelse för att bereda plats för nya höga ”portalbyggnader” innehållande bostäder.[uppföljning saknas]
Järnvägsmarken ägs av Stockholms kommun och i en framtidsvision kommer hela det gamla bangårdsområdet att bebyggas med kontor. För att kunna utveckla Liljeholmen till en ny central stadsdel kommer Södertäljevägens karaktär som motorväg att försvinna. Den kommer att omvandlas till en trädplanterad boulevard kantat av ny bebyggelse och nya lokalgator.